# Метод Борда
Метод Борда́ (правило Борда) — система преференциального голосования, предложенная в 1770 году Жан-Шарлем де Борда с целью более тщательного учёта предпочтений выборщиков в условиях множества кандидатов.
Согласно этому методу результаты голосования выражаются в виде числа баллов, набранных каждым из кандидатов. Так, при выборах из {\displaystyle n} кандидатов каждый голосующий ранжирует всех кандидатов строго по убыванию предпочтения, за первое место по предпочтению кандидату присуждается {\displaystyle n} баллов, за второе — {\displaystyle n-1} балл и т. д. (за последнее место — 1 балл), все набранные баллы кандидатами суммируются. Соответственно, победителем выборов считается кандидат, набравший наивысший суммарный балл.
Как и метод Кондорсе, зачастую не даёт интуитивно ожидаемых результатов при подсчёте, кроме того, при практическом применении метода зачастую возникает парадокс Кондорсе, когда предпочтения противоположных групп избирателей вступают в противоречие друг с другом. Происхождение недостатков метода обусловлено, прежде всего, тем, что к объектам нечисловой природы (местам в порядке предпочтения) применяются арифметические операции.
Также методом Борда называют способ измерения веса на пружинных весах, у которых имеется постоянная систематическая погрешность. Вначале на чашу весов помещают взвешиваемое тело и отмечают положение указателя. Затем взвешиваемое тело замещают гирями такой массы, чтобы вновь добиться прежнего отклонения указателя. Очевидно, что при одинаковых отклонениях указателя будут одинаковыми и массы, и систематическая погрешность весов не скажется на результате взвешивания.

## Применение
По состоянию на сентябрь 2018 года применяется при выборах в парламент Науру и при выборах национальных представителей в парламент Словении, а также в других системах голосования — в т. ч. и в советы управляющих университетов, компаний, а также при голосовании на Евровидении.